# Gouverneur de l'oblast de Louhansk
Pour les articles homonymes, voir Louhansk (homonymie).
Le poste de gouverneur de l'oblast de Louhansk (ukrainien : Луганська обласна військово-цивільна адміністрація, littéralement administrateur civilo-militaire de l'oblast de Louhansk) est occupé par le chef de l'exécutif de l'oblast de Louhansk. Depuis le 5 mars 2015, dû à la guerre du Donbass, la région est sous administration civilo-militaire, son gouverneur portant donc le nom d'administrateur civilo-militaire,. 
Les gouverneurs sont nommés par le président de l'Ukraine, à la recommandation du premier-ministre de l'Ukraine, et effectuent un mandat de quatre ans. La résidence officielle est à Louhansk, même s'il a été relocalisé temporairement à Sievierodonetsk dû à l'occupation du territoire par la république populaire de Lougansk. Depuis le 25 octobre 2019, le gouverneur de Louhansk est Serhiy Haidai.

## Liste

### Oblast deStalino
De 1932 à 1938, durant la république socialiste soviétique d'Ukraine, l'oblast de Louhansk et celui de Donetsk sont réunis sous l'oblast de Stalino.
- Mikhaylo Nalimov (uk) (1932)
- Mikhaylo Chuvyrin (uk) (1932-1933)
- Mykola Ivanov (uk) (1933-1937)
- Volodymyr Vzevolozhsky (uk) (1937)
- Oleksandr Osypov (uk) (1937, intérim)
- Petro Schpylovy (uk) (1937-1938)

### Chef du comité exécutif de l'oblast de Louhansk
Ce titre est attribué de la création de l'oblast en 1938 au démantèlement de la RSS d'Ukraine en 1992.
- Petro Bogynia (uk) (1938)
- Mikhaylo Shevchenko (uk) (1938-1942)
- Occupation allemande (1942-1943)
- Yakiv Artyushenko (uk) (1943)
- Ivan Orishko (uk) (1943-1947)
- Inconnu (1947-1948)
- Stepan Stetsenko (uk) (1948-1950)
- Pylyp Reshetnyak (uk) (1950-1960)
- Mykola Gureyev (uk) (1960-1963)
- Mykola Davydenko (uk) et Ivan Ivanenko (uk) (1963-1964)
- Mykola Gureyev (1964-1971)
- Mykola Davydenko (1971-1974)
- Viktor Lysytsyn (uk) (1974-1981)
- Albert Merzlenko (uk) (1981-1986)
- Rid Zeryev (uk) (1986-1987)
- Anatoliy Kasyanov (uk) (1987-1990)
- Eduard Khananov (uk) (1990-1991)
- Anatoliy Kasyanov (1991-1992)

### Représentant du président
- Eduard Khananov (1992-1994)

### Chef du comité exécutif
- Petro Kupin (uk) (1994-1995)

### Gouverneur
- Petro Kupin (1995)
- Hennadiy Fomenko (uk) (1995-1998)
- Oleksandr Yefremov (1998-2005)
- Oleksiy Danilov (2005)
- Hennadiy Moskal (en) (2005-2006)
- Oleksandr Kobityev (uk) (2006, intérim)
- Oleksandr Antipov (uk) (2006-2010)
- Valeriy Holenko (uk) (2010)
- Volodymyr Prystyuk (uk) (2010-2014)
- Mykhailo Bolotskykh (en) (2014)
- Irina Verihina (uk) (2014, intérim)
- Hennadiy Moskal (2014-2015)
- Yuriy Klymenko (uk) (2015, intérim)

### Administrateurs civilo-militaires
- George Tuka (en) (2015-2016)
- Yuriy Harbuz (en) (2016-2018)
- Serhiy Fil (uk) (2018-2019, intérim)
- Vitaly Komarnytsykyi (uk) (2019)
- Serhiy Haidai (25 octobre 2019 - 15 mars 2023)
- Oleksiy Smirnov (Intérim) (16 mars 2023 - 12 avril 2023)
- Artem Lysohor (12 avril 2023 - aujourd'hui)